# Libobe
Libobe ist ein Verwaltungsbezirk (Ward) des Distrikts Mtwara in der tansanischen Region Mtwara. 

## Geografie
Libobe liegt im Südosten von Tansania etwa 35 Kilometer westlich von Mtwara. Die Fläche des Bezirks beträgt 113 Quadratkilometer. Bei der Volkszählung 2022 lebten hier 8204 Menschen in 2263 Haushalten.

## Gliederung
Der Bezirk besteht aus sechs Gemeinden (Mtaa) mit 26 Orten (Kitongoji):
| Mnyija - Minazini - Majengo - Semahoja - Miembeni - Sokoni | Libobe - Nakayani - Mwangaza - Mlandege - Kilimanjaro | Libobe B - Nalupu - Neda - Kiwanjani - Mitupa - Nakutu | Unguja - Unguja - Shaurimoyo - Arusha - Shuleni | Ming'wena - Ming'wena - Kikolomba - Sokoni - Kivukoni - Misufini | Namuhi - Mkunguni - Namalundi - Nakanyani |

## Wirtschaft und Infrastruktur
- Gesundheit: In Libobe befindet sich eine staatliche Apotheke.[6]
- Bildung: Die Libobe Secondary School ist eine staatliche Schule mit einer Ausbildung bis zur 4. Stufe.[7]